# Comuna de Czarnków
Czarnków (polaco: Gmina Czarnków) é uma gminy (comuna) na Polónia, na voivodia de Grande Polónia e no condado de Czarnkowsko-trzcianecki. A sede do condado é a cidade de Czarnków.
De acordo com os censos de 2004, a comuna tem 10 769 habitantes, com uma densidade 31 hab/km².

## Área
Estende-se por uma área de 347,78 km², incluindo:
- área agrícola: 52%
- área florestal: 39%

## Demografia
Dados de 30 de Junho 2004:
|                      | Total   | Total | Mulheres | Mulheres | Homens  | Homens |
| -------------------- | ------- | ----- | -------- | -------- | ------- | ------ |
|                      | pessoas | %     | pessoas  | %        | pessoas | %      |
| População            | 10 769  | 100   | 5379     | 49,9     | 5390    | 50,1   |
| Densidade (pop./km²) | 31      | 100   | 15,5     | 15,5     | 15,5    | 15,5   |

De acordo com dados de 2002, o rendimento médio per capita ascendia a 1360,21 zł.

## Subdivisões
- Białężyn, Brzeźno, Bukowiec, Ciszkowo, Gajewo, Gębice, Gębiczyn, Góra nad Notecią-Pianówka, Grzępy, Huta, Jędrzejewo, Komorzewo, Kuźnica Czarnkowska, Marunowo, Mikołajewo, Radolinek, Radosiew, Romanowo Dolne, Romanowo Górne, Sarbia-Sarbka, Śmieszkowo, Średnica, Walkowice, Zofiowo.

## Comunas vizinhas
- Budzyń, Chodzież, Czarnków, Lubasz, Połajewo, Ryczywół, Trzcianka, Ujście, Wieleń